# Elliott, a sárkány
Az Elliott, a sárkány (eredeti cím: Pete's Dragon) 2016-ban bemutatott egész estés amerikai–új-zélandi vegyes technikájú film, amelyben egy számítógéppel animált sárkány valós térben élőszereplőkkel közösen szerepel. A film története a Peti sárkánya című film története alapján készült, műfaját tekintve kalandfilm és fantasyfilm. A forgatókönyvet Toby Halbrooks írta, a filmet David Lowery rendezte, a zenéjét Daniel Hart szerezte, a producere James Whitaker volt. A Walt Disney Pictures és a Whitaker Entertainment készítette, a Walt Disney Studios Motion Pictures forgalmazta.
Amerikában 2016. augusztus 12-én, Magyarországon 2016. augusztus 18-án mutatták be a mozikban.

## Szereplők
| Szereplő        | Színész             | Magyar hang         |
| --------------- | ------------------- | ------------------- |
| Grace Meachem   | Bryce Dallas Howard | Ruttkay Laura       |
| Mr. Meachem     | Robert Redford      | Tahi Tóth László    |
| Pete            | Oakes Fegley        | Berecz Kristóf Uwe  |
| Gavin           | Karl Urban          | Nagy Ervin          |
| Jack            | Wes Bentley         | Makranczi Zalán     |
| Natalie         | Oona Laurence       | Vida Sára           |
| Dentler sheriff | Isiah Whitlock Jr.  | Borbiczki Ferenc    |
| Bobby őrmester  | Aron Jackson        | Barabás Kiss Zoltán |

## Cselekmény
|  | Alább a cselekmény részletei következnek! |

Mr. Meachem egy öreg fafaragó művész, aki évek óta arról mesél a helybéli gyerekeknek, hogy az északnyugati erdőkben egy sárkány él, amit ő fiatalkorában a saját szemével látott.
1977-ben egy Pete nevű kisfiú a szüleivel kirándulni megy a hegyekbe, ám a kocsijuk balesetet szenved. A szülők meghalnak, Pete azonban túléli a szerencsétlenséget és egyedül marad az erdőben. Itt találkozik egy hatalmas zöld sárkánnyal, akitől először megijed, de hamarosan rájön, hogy a sárkány nagyon barátságos. A sárkány ettől kezdve a gondjaiba veszi a fiút, Pete pedig Elliottnak nevezi őt el, az egyik kedvenc könyvének főszereplője után.
Hat év telik el így. Pete ez idő alatt hozzászokik az erdei élethez, és Elliottal együtt hatalmas kalandokat él át. Egy nap felfedezi, hogy az otthonuk közelében sűrű fakitermelés zajlik. A helyszíni elöljáró lánya, Nathalie észreveszi Pete-t és követni kezdi. Rövidesen csatlakozik hozzájuk Nathalie apja, Jack, és erdész barátnője, Grace. Pete, aki hosszú évek óta nem volt emberek közelében, megijed az idegenektől, és el akar menekülni, ám Jack testvérének, Gavinnek a hibájából véletlenül beüti a fejét, és eszméletét veszti. Sürgősen kórházba viszik, a fakitermelési területet pedig lezárják. Elliott eközben felfedezi, hogy Pete eltűnt, és a keresésére indul az erdőben. Gavin és néhány másik favágó felfigyel a jelenlétére, ezért puskákkal felfegyverkezve vadászatra indulnak. Bár Elliott képes arra, hogy akarata szerint láthatatlanná váljon, a favágók végül rátalálnak, de Elliottnak sikerül elijesztenie őket. Miután megtudja, hogy a favágók tudnak Pete-ről, titokban utánuk repül a városba, hogy megkeresse a barátját.
Pete eközben megszökik a kórházból, ám nehezen tud alkalmazkodni új környezetéhez, és vissza akar jutni az erdőbe. Grace rátalál és meggyőzi, hogy jöjjön haza velük, ha megteszi, akkor másnap visszaviszi őt az erdőbe. Miközben Nathalie barátságot köt Pete-el, és rengeteg mindent megmutat neki, amit a civilizációtól elszakadt fiú nem ismer, Grace és Jack kiderítik, kicsoda is Pete, és lesokkolja őket, hogy a fiú több, mint hat évig egyedül élt az erdőben. Amikor erről őt is megkérdezik, Pete azt feleli, ott volt neki Elliott. Mikor mesél róla, mindenkiben világossá válik, hogy egy sárkányról van szó. Grace nehezen akarja ezt elhinni, de eszébe jut, hogy az édesapja ugyanerről a sárkányról mesél mindenkinek már évek óta. Mr. Meachem felfedi, hogy, bár senki sem akart hinni neki, ő valóban látott egy sárkányt fiatalkorában, és most úgy tűnik, a meséi bizonyítást nyernek. Miközben Grace megkéri Pete-t, hogy vigye el őket az erdőbe, és mutassa meg nekik, hol is élt, Elliott szomorúan felfedezi, hogy Pete boldognak tűnik Grace, Jack, és Nathalie körében, és azt hiszi, már nem kell a fiúnak. Szomorúan visszatér a hegyek közé.
Másnap Pete elviszi Grace-t, Nathalie-t, és Mr. Meachem-et az erdőbe, hogy megmutassa nekik az otthonát. Mindannyian találkoznak Eliottal, ami ledöbbenti, de ugyanakkor el is bűvöli őket. Rövidesen azonban megérkezik Gavin és még néhány favágó, akik kábítólövedékkel leterítik a veszélyesnek gondolt sárkányt. Pete dühös lesz Grace-re, és a többiekre, azt gondolván, mindez az ő hibájukból történt. Elliott-ot egy teherautóra pakolják, és a közeli fűrészmalom egyik fészerébe zárják, míg ki nem érkeznek a hatóságok, hogy eldöntsék, mi is legyen a teremtménnyel. Pete segíteni akar a barátjának, ezért Nathalie-val együtt beoson a fészerbe, és szabadon engedik Elliott-ot, ám a sárkány a kábítólövedékek hatása miatt nem tud elrepülni. Míg Grace eltereli a frissen kiérkezett rendőrség figyelmét, Mr. Meachem Pete-el és Nathalie-val elköti a teherautót, és megszöktetik a sárkányt. Amikor erre fény derül, a rendőrök, valamint Gavin és társai üldözőbe veszik a szökevényeket.
A közeli hídnál Gavinnek sikerül a teherautó elé vágni, csakhogy Elliott súlya miatt a járműben elszakad a fék, így Mr. Meachem képtelen megállni. A száguldó teherautót végül az lassítja le, hogy nekiütközik a hídnál Gavin autójának és az autó leesik a hídról, de szerencsére az ütközés senkiben nem tesz kárt. Elliott időközben visszanyeri az erejét, és megrettenvén üldözőitől, dühösen felrepül a híd tetejére, ahol hatalmas tűzokádásba kezd. A híd elkezd összeomlani a nagy mennyiségű hőtől, Grace és Jack pedig csapdába esnek a kocsijuk belsejében, ami közel kerül ahhoz, hogy a híd alatti szakadékba zuhanjon. Gavin és a rendőrök a bajbajutottak segítségére sietnek, mialatt Pete felmászik a hídra, és megpróbálja meggyőzni Elliott-ot, hogy hagyja abba, amit csinál. Mikor elárulja, hogy Grace és családja fontos a számára, ugyanannyira, amennyire Elliott is, a sárkány felhagy a tűzokádással, és az utolsó pillanatban elkapja  Grace és Jack zuhanó járművét. Bár a híd összeomlik, Elliott végül épségben kiment mindenkit a romok közül, mindenki legnagyobb csodálatára. A pillanatnyi megkönnyebbülést követően azonban Pete mégis elrepül a helyszínről Elliott hátán, Grace és a többiek hiába kérik, hogy maradjon.
Pete ráébred, most, hogy régi otthonuk már nincs többé, az emberek pedig tudnak Elliott létezéséről, nem lehet minden ugyanúgy, mint azelőtt. Eliott is rájön, hogy, amíg együtt vannak, Pete mindig bajban lesz, ezért meggyőzi a fiút, hogy ideje mindkettejüknek új otthon után nézni. Egy utolsó könnyes búcsú után Pete visszatér Gracehez és családjához, az ottaniak legnagyobb örömére, Elliott pedig végleg elhagyja az északnyugati erdőt.
Eltelik pár év, mely alatt Grace és Jack összeházasodnak, és törvényesen is adoptálják Pete-t, a városlakók pedig szép lassan elfeledik Elliott emlékét, így Gavin is továbblép az élménytől. Mr. Meachem továbbra is gyakran mesél arról a sárkányról, és elárulja, hogy Pete még most is tudja, hol keresse a barátját. Ezzel egy időben Pete és új családja kirándulni mennek a távoli hegyekbe, ahol újra találkoznak Elliottal, aki időközben szintén családot alapított, és most már több hozzá hasonló sárkány él azon a vidéken.
|  | Itt a vége a cselekmény részletezésének! |